# Te cunosc de undeva! (Sezonul 1)
Sezonul 1 al emisiunii de divertisment Te cunosc de undeva! a debutat pe Antena 1 la data de 17 martie 2012. Emisiunea a fost prezentată de Alina Pușcaș și Cosmin Seleși.
Juriul este format din Andreea Bălan, Ozana Barabancea, Aurelian Temișan și Andrei Aradits. 
Pe data de 26 mai 2012, sezonul 1 a ajuns la final, câștigătorul fiind CRBL. Locul 2 a fost ocupat de Lora, iar locul 3 de Delia.

## Distrubuția

### Celebrități
- Julia Jianu (Chelaru)
- Delia Matache
- Lora
- Dan Helciug
- Jorge
- CRBL
- Maria Buză
- Iulian Vasile, fost concurent X Factor România

### Juriul
- Andreea Bălan
- Ozana Barabancea
- Aurelian Temișan
- Andrei Aradits

### Jurizare
După ce concurenții și-au făcut transformările, fiecare din membrii juriului acordă note de la 5 la 12. După notarea concurenților se alcătuia un clasament provizoriu al juriului. La acest clasament se adăugau punctele acordate de concurenți. Și anume, fiecare dintre concurenți avea la dispoziție cinci puncte pe care să le acorde artistului preferat. Concurentul cu cel mai mare punctaj după cele două jurizări câștiga ediția respectivă și primea 1000 de euro, pe care urma să îi doneze. La finalul sezonului, celebritatea câștigătoare a primit 15.000 de euro.

## Interpretări
Legendă:
     Câștigător
| Julia Jianu   | Christina Aguilera | David Bisbal      | Andreea Bălan   | Margareta Pâslaru | Gloria Gaynor  | Cher            |  |  |
| Delia         | Anda Călugăreanu   | Shakira           | Lady Gaga       | Boy George        | Adele          | Tarkan          |  |  |
| Lora          | Cyndi Lauper       | Mihai Trăistariu  | Gwen Stefani    | Mary J. Blige     | Bob Marley     | Anna Lesko      |  |  |
| Dan Helciug   | Freddie Mercury    | Aerosmith         | Guess Who       | Ozzy Osbourne     | Liviu Vasilică | Bono            |  |  |
| Jorge         | Maximilian         | Ricky Martin      | Elvis Presley   | Beyonce           | Andrea Bocelli | Bon Jovi        |  |  |
| CRBL          | 50 Cent            | Tina Turner       | Dan Spătaru     | Sofia Vicoveanca  | Vanilla Ice    | 3 Sud Est       |  |  |
| Maria Buză    | Amy Winehouse      | Angela Similea    | Pepe            | Liza Minnelli     | Marian Nistor  | Lou Bega        |  |  |
| Iulian Vasile | Gil Dobrică        | Joe Cocker        | Whitney Houston | Bee Gees          | Zdob și Zdub   | Louis Armstrong |  |  |
|               |                    |                   |                 |                   |                |                 |  |  |
| Star          | Ediția 7           | Ediția 8          | Ediția 9        | Ediția 10         | FINALA         |                 |  |  |
| Julia Jianu   | Jennifer Lopez     | John Lennon       | Thalia          | Billy Idol        |                |                 |  |  |
| Delia         | Maria Tănase       | Loredana Groza    | Mick Jagger     | Rihanna           | Romica Puceanu |                 |  |  |
| Lora          | Corina Chiriac     | Madonna           | Michael Jackson | Sinead O'Connor   | Duffy          |                 |  |  |
| Dan Helciug   | Cesaria Evora      | Elton John        | Ray Charles     | Rod Stewart       |                |                 |  |  |
| Jorge         | Alex Velea         | Justin Timberlake | CRBL            | Mihai Mărgineanu  | Britney Spears |                 |  |  |
| CRBL          | Julio Iglesias     | Michel Teló       | Artan           | Fuego             | Puff Daddy     |                 |  |  |
| Maria Buză    | Vaya Con Dios      | Mădălina Manole   | Meat Loaf       | Cristina Rus      |                |                 |  |  |
| Iulian Vasile | Nicu Covaci        | Prince            | Dan Bittman     | Tom Jones         |                |                 |  |  |